# 永昌寺 (福島県浅川町)
永昌寺（えいしょうじ）は、福島県石川郡浅川町浅川荒町142にある曹洞宗通幼派の寺院。山号は境興山。本尊は釈迦如来木像。

## 歴史

### 近世
天文15年（1546年）7月16日、先翁芳諲大和尚を開山として創立した。
浅川町におけるお盆の伝統行事として浅川の花火があり、江戸時代中期にはじまった福島県内最古の花火（供養花火）とされる。その由緒には諸説あるが、永昌寺の住職が河原で供養の線香を焚いたことがきっかけと口伝されている。

### 近現代
1869年（明治2年）6月23日、失火で堂宇や記録が焼失した。同年には浅川陣屋の建物を移築して仮本堂とし、1870年（明治3年）には浅川陣屋の裏門を移築して山門とした。1873年（明治6年）6月11日、永昌寺を校舎として浅川学校が創設された。1876年（明治9年）には荒町108に浅川学校の校舎が新築されている。
1924年（大正13年）に現在の本堂が再建された。太平洋戦争中の1942年（昭和17年）12月8日には梵鐘が供出されたため、1952年（昭和27年）7月16日に再鋳造された。

## 境内

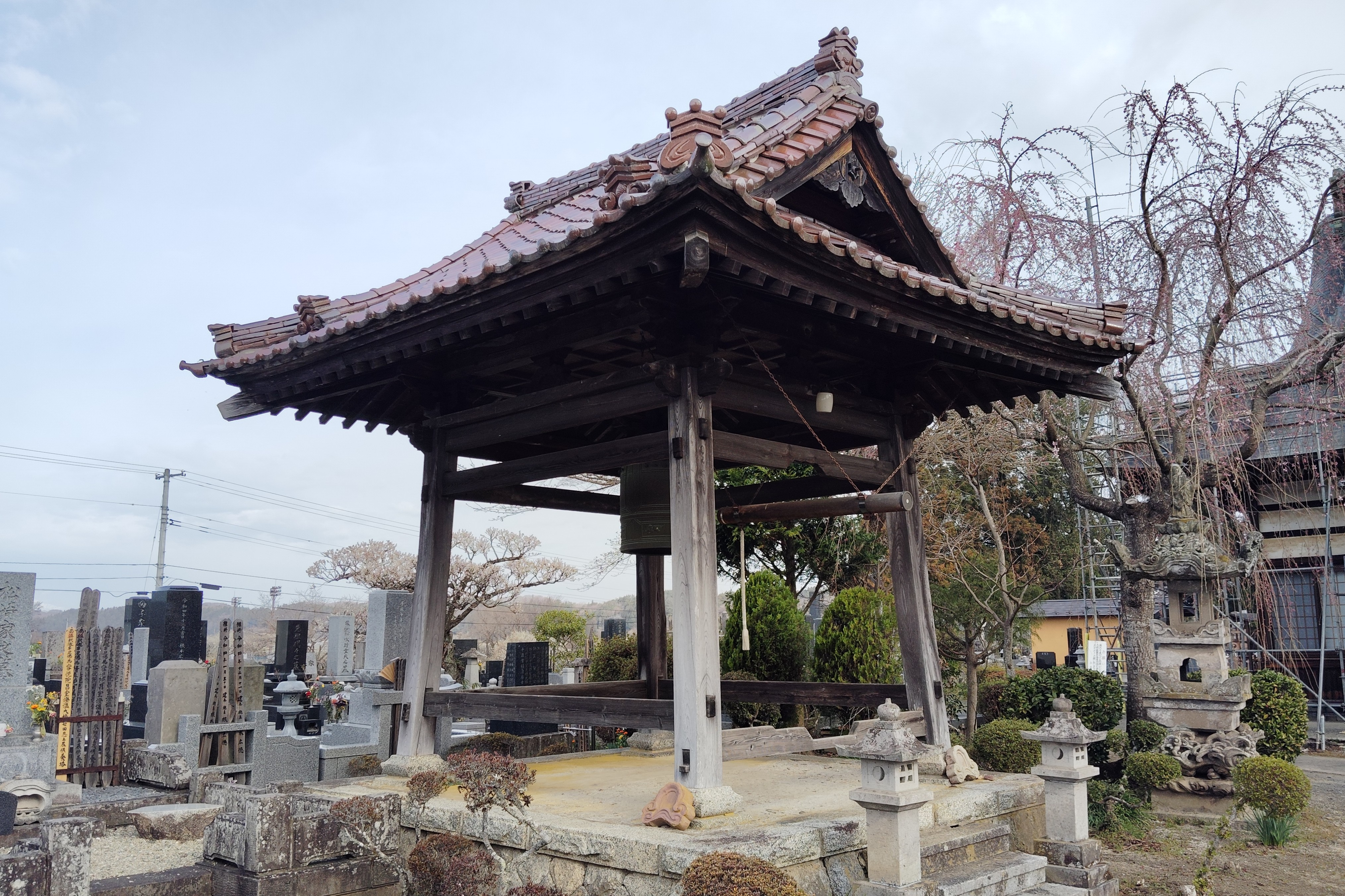
鐘楼

- 本堂 - 1924年（大正13年）に再建。
- 山門 - 1870年（明治3年）に浅川陣屋の裏門を移築。
- 鐘楼 - 梵鐘は1952年（昭和27年）7月16日に再鋳造。
- 不動明王木像 - 1909年（明治42年）に小松寅吉が製作したとされる不動明王像。
- 吉田富三博士句碑 - 浅川町出身の病理学者である吉田富三の句碑。

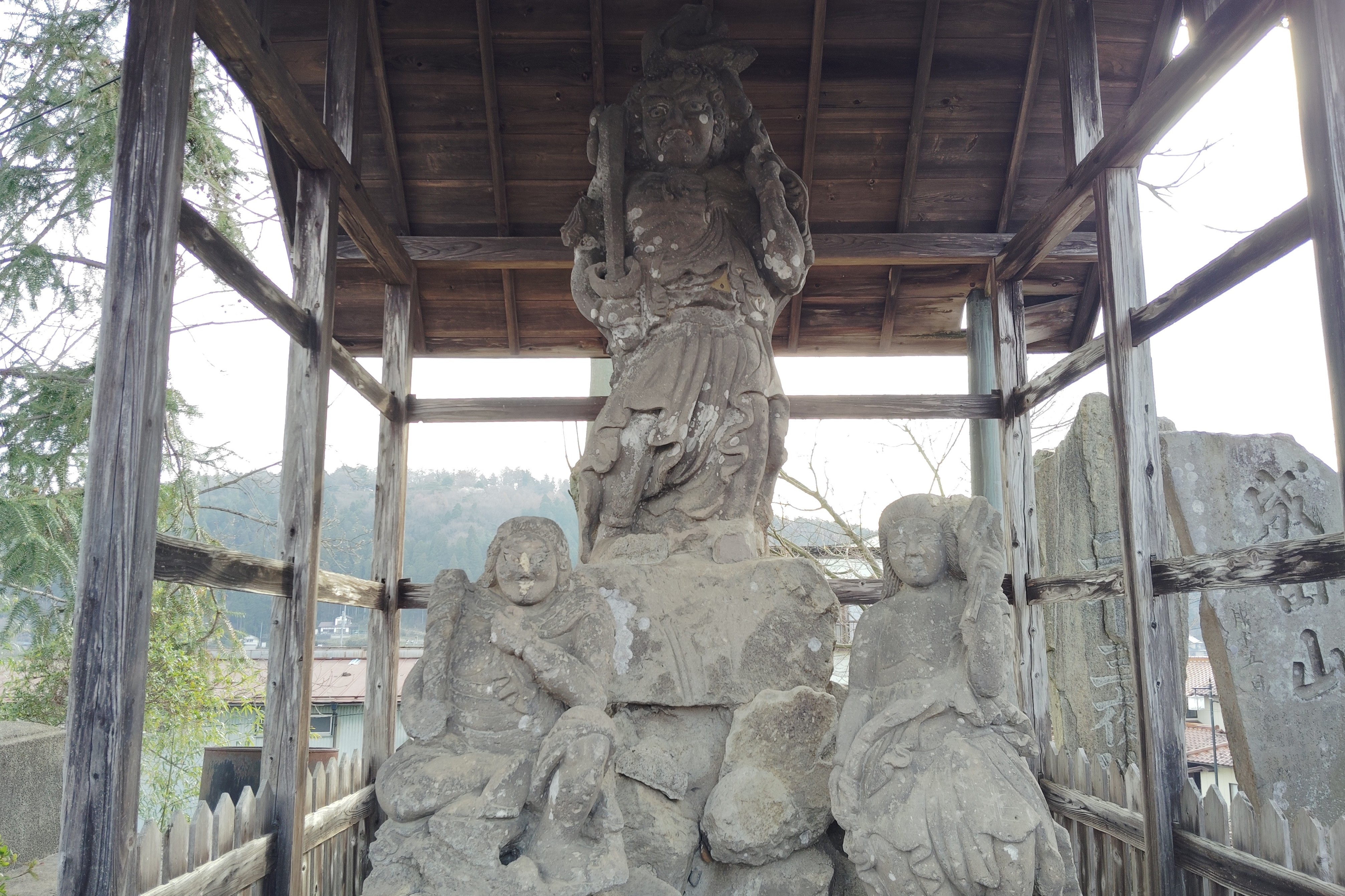
不動明王木像

## 文化財

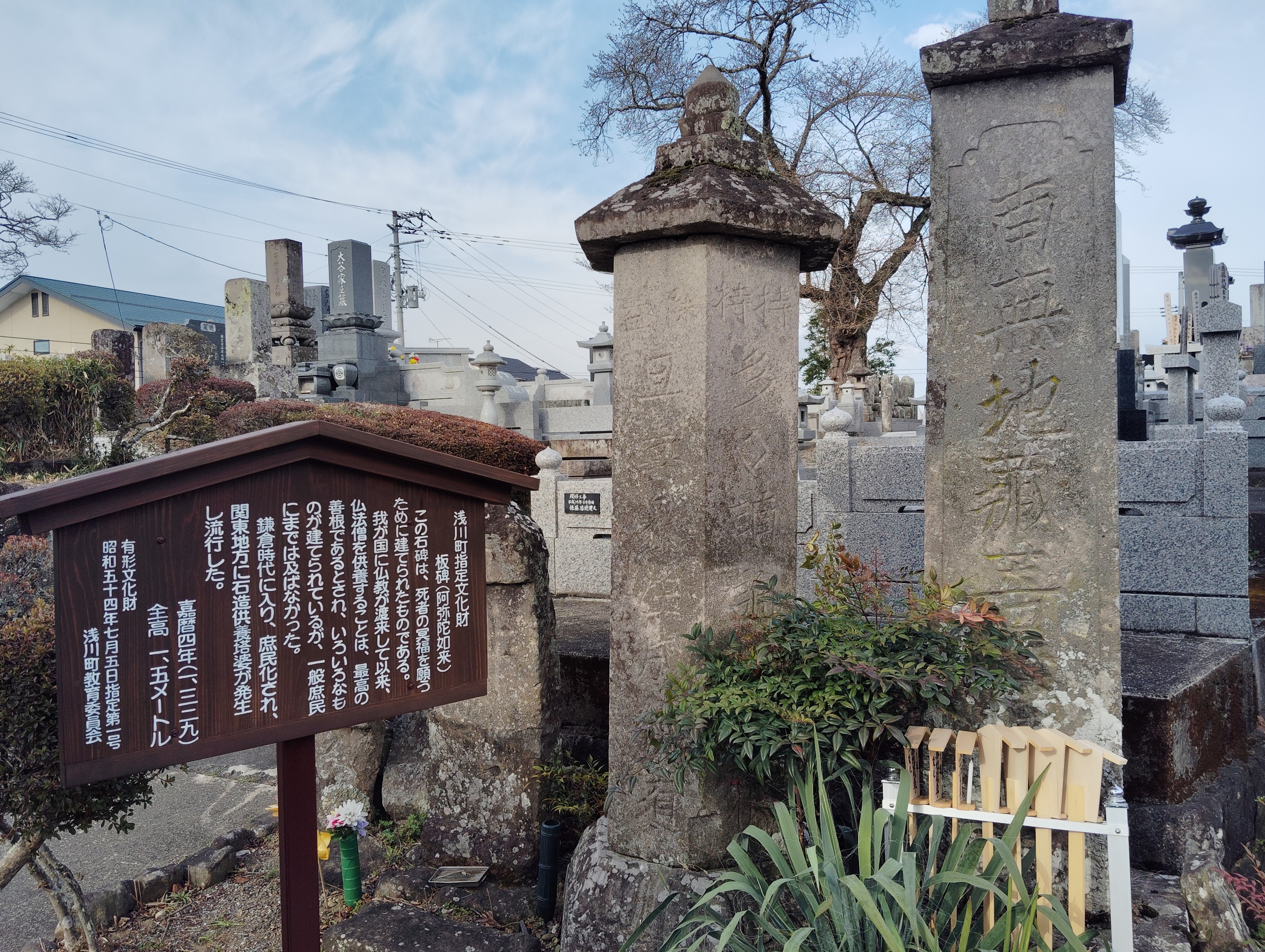
板碑

### 町指定文化財
- 板碑 - 嘉暦4年（1329年）8月建立の板碑。

## 歴代住職
- 開山 先翁芳諲
- 2世 咄山補
- 3世 石芳随
- 4世 却巌笋
- 5世 義山門
- 6世 仁国隣
- 7世 透隣門
- 8世 呑應桂
- 9世 一超海
- 10世 秀巌松

- 11世 海雲瀧
- 12世 大禎山
- 13世 白牛光
- 14世 祖室年
- 15世 悟庵道
- 16世 徹悟宜治
- 17世 大道了悟
- 18世 南天祐暁
- 19世 興宗義邦
- 20世 文外一義